# 크리스마스섬
크리스마스섬(영어: Territory of Christmas Island, 중국어: 圣诞岛, 말레이어: Wilayah Pulau Krismas, 베트남어: Đảo Giáng Sinh)은 오스트레일리아 서부 퍼스(Perth)에서 북서쪽으로 2600킬로미터, 인도네시아의 자카르타(자와섬 북서 기슭에 위치)로부터 남쪽으로 360킬로미터, 코코스 제도로부터 동북동쪽으로 975킬로미터 떨어진 인도양의 작은 섬으로, 오스트레일리아의 비자치령에 속한다.
섬 북쪽 끝의 플라잉피시코브와 실버시티 등 섬 전체에 2011년을 기준으로 2,072명이 산다.
섬의 지리적인 고립과 그로 인해 인간들의 손이 거의 닿지 않았던 점은 이 섬의 동식물의 고유성을 크게 만들어 많은 학자들에게 흥미를 주고 있다. 135km2의 이 섬 가운데 63%정도가 오스트레일리아의 국립 공원으로 지정되어 있다.
죽은 해양생물로부터 침전된 인산염이 이 섬에서 채광되고 있다.
이름의 유래는 발견된 날이 1643년 12월 25일이라서 크리스마스라는 이름이 붙었다고 한다. 1958년에 싱가포르에서 오스트레일리아로 이양되었다.

## 인구 구성
전체 인구 2천여 명 중 약 70%가 중국계이며, 유럽계가 20%, 말레이계가 10%이다. 종교는 불교가 57%, 기독교가 12%, 이슬람교가 10%를 차지한다.
공용어는 영어이지만, 영어를 주로 사용하고 있는 사람은 35%이고, 민난어 등 중국어를 주로 사용하는 사람은 55%, 나머지 10%는 대부분 말레이어 사용자이다. 학교에서는 주로 영어가 사용되기 때문에 중국계와 말레이계의 젊은이들은 영어에 능통하고, 2~3개 언어를 자유롭게 쓰는 사람이 적지 않다.

## 기후
| 크리스마스섬 공항의 기후                                               | 크리스마스섬 공항의 기후 | 크리스마스섬 공항의 기후 | 크리스마스섬 공항의 기후 | 크리스마스섬 공항의 기후 | 크리스마스섬 공항의 기후 | 크리스마스섬 공항의 기후 | 크리스마스섬 공항의 기후 | 크리스마스섬 공항의 기후 | 크리스마스섬 공항의 기후 | 크리스마스섬 공항의 기후 | 크리스마스섬 공항의 기후 | 크리스마스섬 공항의 기후 | 크리스마스섬 공항의 기후 |
| 월                                                                     | 1월                      | 2월                      | 3월                      | 4월                      | 5월                      | 6월                      | 7월                      | 8월                      | 9월                      | 10월                     | 11월                     | 12월                     | 연간                     |
| ---------------------------------------------------------------------- | ------------------------ | ------------------------ | ------------------------ | ------------------------ | ------------------------ | ------------------------ | ------------------------ | ------------------------ | ------------------------ | ------------------------ | ------------------------ | ------------------------ | ------------------------ |
| 역대 최고 기온 °C (°F)                                                 | 31.4 (88.5)              | 31.5 (88.7)              | 31.5 (88.7)              | 31.4 (88.5)              | 30.7 (87.3)              | 29.8 (85.6)              | 29.3 (84.7)              | 29.5 (85.1)              | 30.9 (87.6)              | 31.4 (88.5)              | 31.8 (89.2)              | 31.2 (88.2)              | 31.8 (89.2)              |
| 일평균 최고 기온 °C (°F)                                               | 28.1 (82.6)              | 28.1 (82.6)              | 28.3 (82.9)              | 28.3 (82.9)              | 27.9 (82.2)              | 27.1 (80.8)              | 26.2 (79.2)              | 26.1 (79.0)              | 26.2 (79.2)              | 26.9 (80.4)              | 27.4 (81.3)              | 27.8 (82.0)              | 27.4 (81.3)              |
| 일일 평균 기온 °C (°F)                                                 | 25.5 (77.9)              | 25.6 (78.1)              | 25.8 (78.4)              | 26.0 (78.8)              | 26.0 (78.8)              | 25.3 (77.5)              | 24.5 (76.1)              | 24.2 (75.6)              | 24.3 (75.7)              | 24.9 (76.8)              | 25.3 (77.5)              | 25.3 (77.5)              | 25.2 (77.4)              |
| 일평균 최저 기온 °C (°F)                                               | 22.9 (73.2)              | 23.0 (73.4)              | 23.3 (73.9)              | 23.7 (74.7)              | 24.0 (75.2)              | 23.5 (74.3)              | 22.7 (72.9)              | 22.3 (72.1)              | 22.3 (72.1)              | 22.8 (73.0)              | 23.1 (73.6)              | 22.8 (73.0)              | 23.0 (73.4)              |
| 역대 최저 기온 °C (°F)                                                 | 18.8 (65.8)              | 18.4 (65.1)              | 18.6 (65.5)              | 18.3 (64.9)              | 19.3 (66.7)              | 18.3 (64.9)              | 16.2 (61.2)              | 17.7 (63.9)              | 16.7 (62.1)              | 18.2 (64.8)              | 18.0 (64.4)              | 17.1 (62.8)              | 16.2 (61.2)              |
| 평균 강우량 mm (인치)                                                  | 280.6 (11.05)            | 353.7 (13.93)            | 321.5 (12.66)            | 244.2 (9.61)             | 180.1 (7.09)             | 171.7 (6.76)             | 97.2 (3.83)              | 38.5 (1.52)              | 45.4 (1.79)              | 61.9 (2.44)              | 150.0 (5.91)             | 216.5 (8.52)             | 2,147.8 (84.56)          |
| 평균 강우일수 (≥ 1 mm)                                                 | 15.1                     | 16.9                     | 17.8                     | 15.0                     | 10.7                     | 10.2                     | 8.1                      | 6.1                      | 4.2                      | 4.2                      | 7.4                      | 11.8                     | 127.5                    |
| 평균 오후 상대 습도 (%)                                                | 79                       | 83                       | 82                       | 83                       | 81                       | 81                       | 81                       | 79                       | 80                       | 79                       | 79                       | 78                       | 80                       |
| 출처: 오스트레일리아 기상청 (평년값: 1991년~2020년, 극값: 1972년~현재) |                          |                          |                          |                          |                          |                          |                          |                          |                          |                          |                          |                          |                          |

## 항공
일주일에 세 편 웨스턴오스트레일리아 주의 퍼스에서 항공편이 있다. 그리고 말레이시아와 싱가포르에선 말레이시아 항공과 실크에어의 전세기가 매주 1차례씩 서로 오간다.

## 경제
인산염 채굴은 크리스마스섬의 중요한 경제 활동이었다. 1987년 12월 호주 정부는 광산을 폐쇄했지만 1991년 광산은 크리스마스섬 경제에 가장 큰 기여를 하는 연합체인 Phosphate Resources Limited에 의해 재개되었다.
호주 정부는 2001년에 이 섬에 상업용 우주기지 건설을 지원하기로 합의했지만, 아직 건설되지 않았고 진행되지 않을 것으로 보인다. 

## 홍게

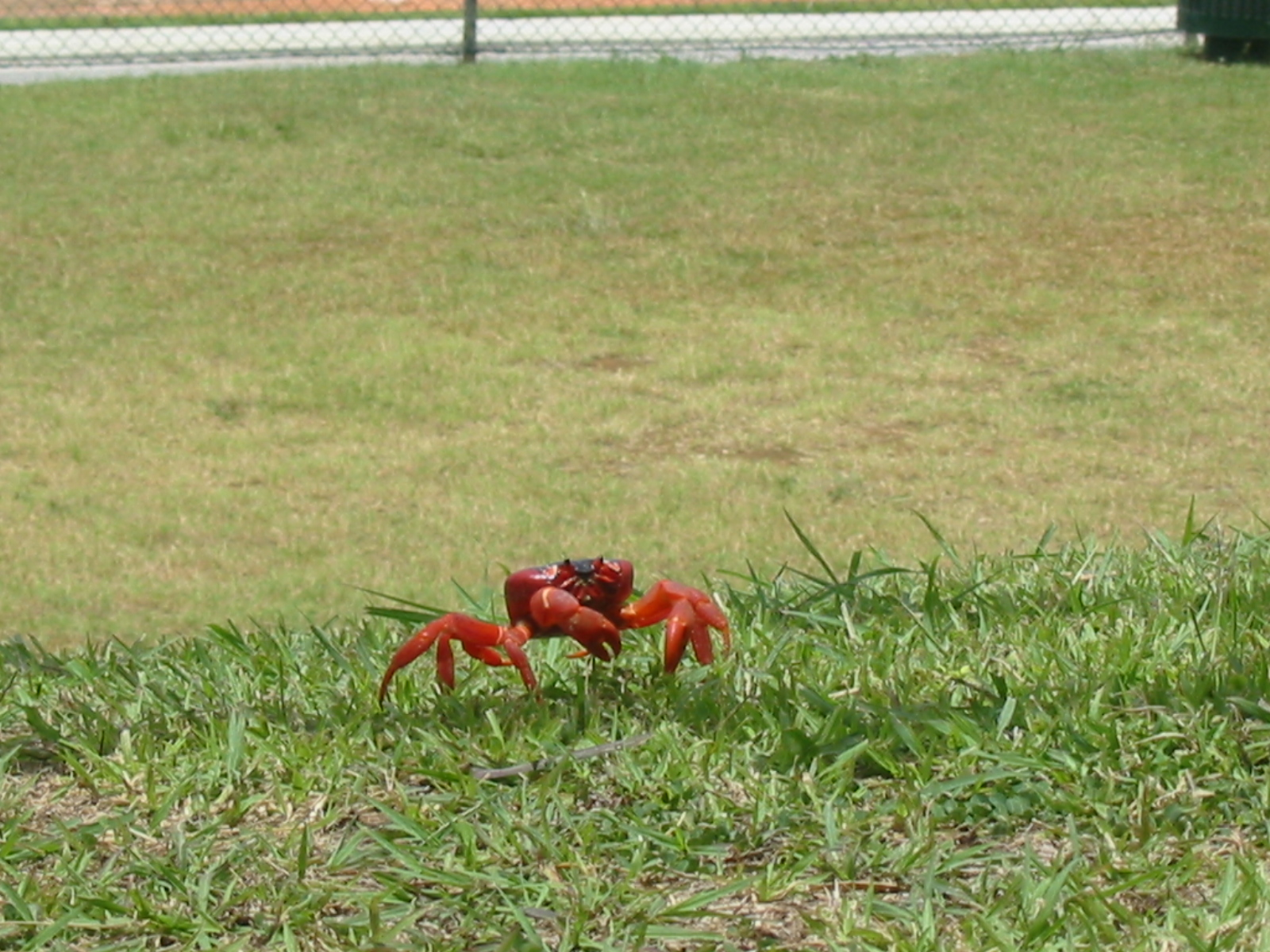
크리스마스섬 홍게

크리스마스섬에서는 홍게(Red Crab)가 존재한다. 10~11월에는 도로에 홍게가 많이 몰려 와서 도로 이용이 중지한다.

## 같이 보기
- .cx
- 코코스 (킬링) 제도
- 노퍽섬
- 크리스마스